# L'escala (pel·lícula)
L'escala (títol original en anglès: Staircase) és una pel·lícula estatunidenco-franco-britànica dirigida per Stanley Donen, estrenada el 1969. Ha estat doblada al català. La pel·lícula ha estat segrestada durant molts anys per la vídua de Richard Burton, un dels protagonistes.

## Argument
Harry i Charles formen una parella d'homosexuals de mitjana edat que treballa en una barberia a Londres, propietat del primer. Al mateix lloc viu la mare de Harry en una habitació i està amorosament cuidada pel fill. La mare de Charles es troba hospitalitzada a un asil i no el reconeix en una de les seves visites. Abans de conèixer Harry, Charles estava casat i tenia una filla, i provava una carrera d'actor. Està angoixat per haver de comparèixer davant el tribunal després de provocar una baralla a un bar per transvestisme i desobeir a un oficial de policia. Harry es preocupa per l'aparença, devastat per una malaltia que li fa perdre el cabell i, sovint cobreix el seu cap calb amb mocadors i gorres.

## Repartiment
- Rex Harrison: Charles Dyer
- Richard Burton: Harry Leeds
- Cathleen Nesbitt: La mare de Harry
- Beatrix Lehmann: La mare de Charles
- Michael Rogers: Drag Singer
- Royston Starr: Drag Singer
- Jake Kavanagh: Corista